# Eleonora Strobbe
Eleonora Strobbe (Pergine Valsugana, 7 febbraio 1992) è un'arciera italiana, specializzata nell'utilizzo dell'arco nudo.

## Biografia
Eleonora Strobbe ha iniziato a tirare con l'arco nel 2004, a soli 12 anni, con la Compagnia Arcieri Altopiano Pinè A.S.D. Eleonora ha ben presto dimostrato di essere una delle atlete più forti in circolazione, vincendo l'anno successivo il suo primo Campionato Italiano ad Abetone. 
La prima convocazione con la Nazionale Italiana è avvenuta nel 2007 per i Campionati Europei di tiro di campagna a Bjelovar (Croazia), dove ha conquistato la medaglia d'oro. Al titolo iridato di Bjelovar sono seguiti poi titoli Mondiali, Europei e 44 titoli Italiani (individuali, a squadre, assoluti).
Dopo aver frequentato il liceo scientifico a indirizzo linguistico, Eleonora si è laureata in Scienze della Mediazione Linguistica per le Imprese e il Turismo presso l'Università di Trento.

## Record
| Tipo                    | Individuale/squadre | Divisione/classe  | Data       | Punteggio |
| ----------------------- | ------------------- | ----------------- | ---------- | --------- |
| 18 metri                | Individuale         | Arco nudo allievi | 15/11/2009 | 550       |
| 18 metri                | Individuale         | Arco nudo junior  | 15/11/2009 | 550       |
| 18 metri                | Individuale         | Arco nudo senior  | 15/11/2009 | 550       |
| 25+18 metri             | Individuale         | Arco nudo allievi | 19/12/2008 | 1042      |
| 25+18 metri             | Individuale         | Arco nudo junior  | 03/10/2010 | 1062      |
| 25+18 metri             | Individuale         | Arco nudo senior  | 26/03/2011 | 1059      |
| 25 metri                | Individuale         | Arco nudo junior  | 30/10/2010 | 537       |
| 25 metri                | Individuale         | Arco nudo senior  | 26/03/2011 | 535       |
| Olympic Round 12 Frecce | Individuale         | Arco nudo allievi | 21/01/2007 | 110       |
| Olympic Round 12 Frecce | Individuale         | Arco nudo junior  | 29/01/2010 | 110       |

## Scheda tecnica
| Riser            | Smartriser Nero                                                   |
| Flettenti        | W&W NS                                                            |
| Potenza nominale | 36#                                                               |
| Rest             | Superhoyt                                                         |
| Bottone          | Beiter                                                            |
| Frecce           | Aste: ACE 720 Punte: 80 grani Cocche: Beiter Impennaggio: Gas Pro |